# Huracán Able (1951)
El huracán Able fue el más fuerte del que se tiene registro fuera de la temporada de huracanes en el Atlántico. El primer ciclón tropical de la temporada de huracanes del Atlántico de 1951, Able, se desarrolló a partir de una depresión el 15 de mayo aproximadamente a 480 km al sur de Bermudas. Siendo inicialmente un ciclón subtropical, el Able se convirtió en su totalidad en tropical, al moverse sobre las tibias aguas de la corriente del Golfo, y alcanzó nivel de huracán el 17 de mayo cerca de la costa de Florida. Giró al sureste y de nuevo hacia el este gracias a una corriente cercana a las Bahamas, esto antes de que tomara rumbo norte. El 22 de mayo el Able alcanzó su registro más alto con vientos máximos de 185 km/h a 115 km del cabo Hatteras en Carolina del Norte. El huracán se debilitó al dar vuelta al este, convirtiéndose en un ciclón extratropical el 23 de mayo.
El Able tuvo efectos menores en el continente. En Florida, dejó leves precipitaciones mientras que en las Bahamas produjo vientos de 152 km/h. Desde Carolina del Norte hasta Nueva Inglaterra, el Able produjo marejadas superiores a las normales. Ningún fallecimiento fue reportado.

## Historia meteorológica

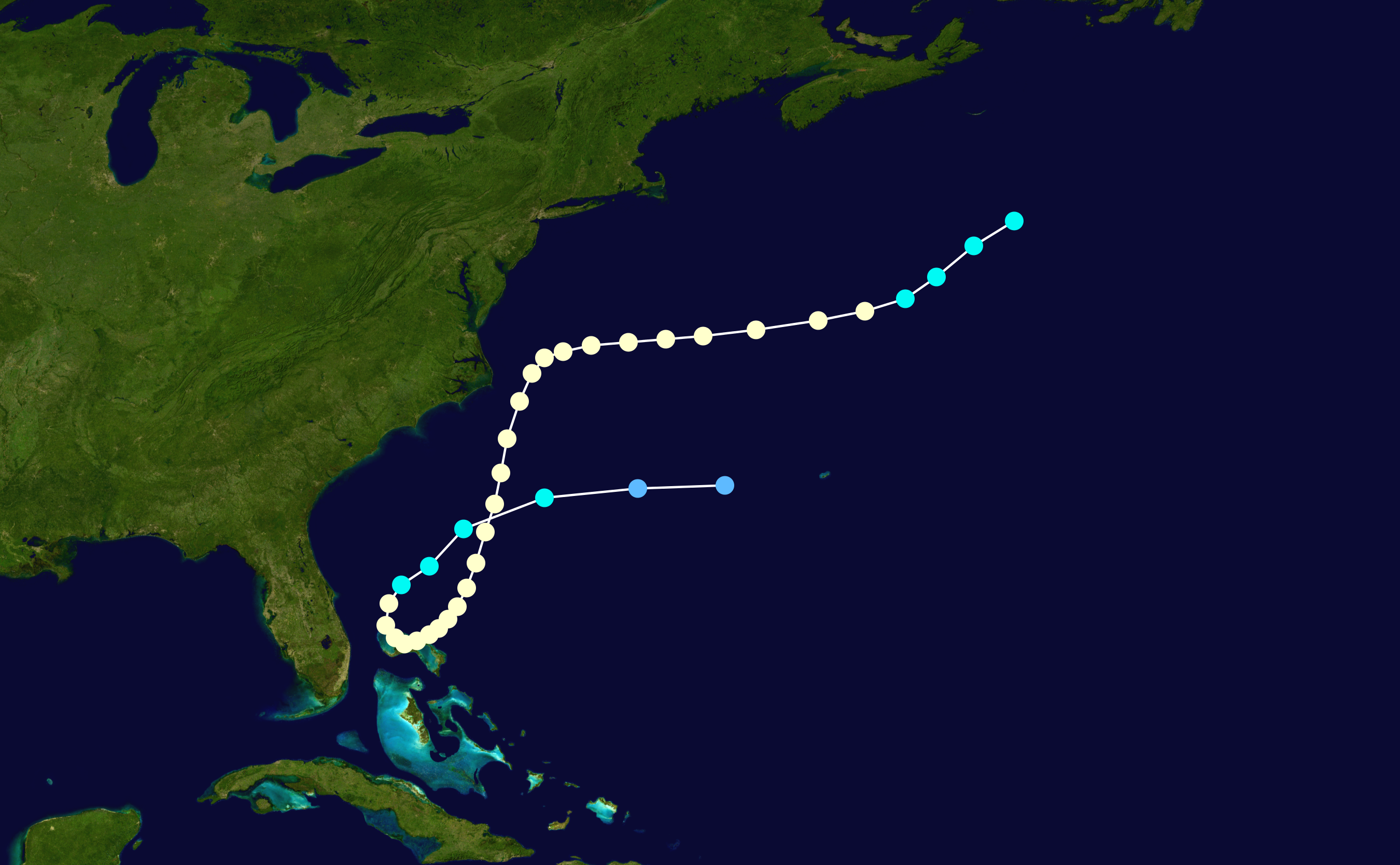
Trayectoria de la tormenta.

Una depresión activa salió de la costa este de los Estados Unidos el 12 de mayo, y al día siguiente pasó cerca de las Bermudas. Inicialmente la depresión se localizó cerca de la superficie, avanzó al este seguida por viento frío, extendiéndose a niveles medios y superiores de la atmósfera. Para el 14 de mayo, un área cerrada de baja presión se desarrolló separada de los vientos del oeste. El aire frío continuó por detrás de la depresión, con una temperatura cercana a los 7° C, siendo esto más frío de lo habitual para esa temporada del año, extendiéndose además a través del área baja, en conjunción con los vientos tibios del nivel superior y la templada temperatura de la superficie marina, dando como resultado grandes cantidades de inestabilidad. La depresión polar se debilitó gradualmente forzada por los vientos bajos, y el 15 de mayo se convirtió en depresión subtropical mientras se encontraba a una distancia de 480 km al sur de las Bermudas.
Localizado bajo una borrasca de nivel superior, la depresión tomó inicialmente una trayectoria dinámica hacia el oeste, y dando el 16 de mayo un giro al oesudoeste justo cuando la borrasca de nivel superior giró hacia el sudoeste. Más tarde, ese mismo día, la depresión se acercó a aguas más cálidas en la corriente del Golfo. Fuertes divergencias en la borrasca de nivel superior y un sistema de alta presión al noreste proveyeron condiciones favorables para convertirse en un ciclón tropical, y en esa misma tarde la depresión registró vientos máximos de 65 km/h. La tormenta continuó intensificándose al dirigirse al suroeste, y en la mañana del 17 de mayo una nave cerca del centro del huracán, reportó alrededor de 88 km/h en vientos y olas de 9 m mientras se encontraba aproximadamente 200 km al este de Daytona Beach, Florida, indicando que el sistema se estaba transformando en tormenta tropical. El escuadrón de reconocimiento de la Armada de los Estados Unidos voló dentro del sistema ese mismo día, y reportó una tormenta que tenía completamente fuerza de huracán moviéndose al sur.
Al recibir el nombre Able, el pequeño huracán se dirigió al sureste y al este mientras pasaba cerca de los Bancos de las Bahamas. Posteriormente el Able giró al noreste y de nuevo hacia el norte, para finalmente hacer un giro ciclónico el 20 de mayo. El huracán continuó intensificándose con un ojo de 32 km de diámetro, y el 21 de mayo una nave de reconocimiento estimó que el huracán obtuvo vientos máximos de 185 km/h. Poco después, el Able pasó a 110 km/h al este de cabo Hatteras, Carolina del Norte, en la mañana del 22, el Able se debilitó al girar hacia el este. El 23 de mayo bajó su intensidad a tormenta tropical mientras pasaba por aguas frías, y esa misma noche se convirtió en ciclón extratropical mientras se localizaba a 840 km al sur de Halifax, Nueva Escocia. Los remanentes extratropìcales se dirigieron hacia el noreste antes de perder su identidad en la tarde del 24 de mayo.

## Impacto y marcas
Fueron emitidos avisos de tormenta ciclónica desde Savannah, Georgia hasta Fort Pierce, Florida justo después del descubrimiento del huracán. La Administración Nacional Oceánica y Atmosférica avisó a todas las embarcaciones pequeñas que permanecieran en puerto y recomendó a los residentes del norte de las Bahamas que tomaran precauciones inmediatas. En la Gran Bahama, la amenaza de huracán dio como resultado que un equipo de construcción evacuara dirigiéndose tierra adentro. El equipo estaba construyendo un puesto de observación para guiar misiles de alcance desde el cabo Cañaveral. Pescadores en docenas de botes dejaron el mar abierto para su propia seguridad en dos islas de las Bahamas, mientras que dos aeroplanos rodearon al huracán. Avisos de pequeñas embarcaciones y advertencias de tormentas fueron publicadas desde Carolina del Norte hasta Nueva Inglaterra. Su franja exterior de lluvias  produjo ligeras precipitaciones y fuertes marejadas a lo largo de las costas de la Florida. Mientras se desplazaba lentamente cerca de las Bahamas, Able produjo vientos moderados, incluyendo vientos sostenidos de entre 145 a 152 km/h en Walker Cay, y con fuerza mínima de en la Gran Bahama y en las Islas Ábaco. El huracán produjo olas altas en Wilmington, Carolina del Norte y marejadas anormalmente altas a través de Nueva Inglaterra, aunque no se reportaron daños.
El Able es uno de solo cuatro huracanes que se han presentado en el mes de mayo, los otros se presentaron en 1989, 1908 y 1970. Cuando el Able obtuvo la categoría de huracán el 21 de mayo, se convirtió en el mayor huracán que más temprano se ha presentado en la historia de los huracanes del Atlántico. Además, el Able fue el de mayor energía ciclónica acumulada de cualquier ciclón tropical fuera de temporada, con un valor de 17.23.